# Alfred Ilg

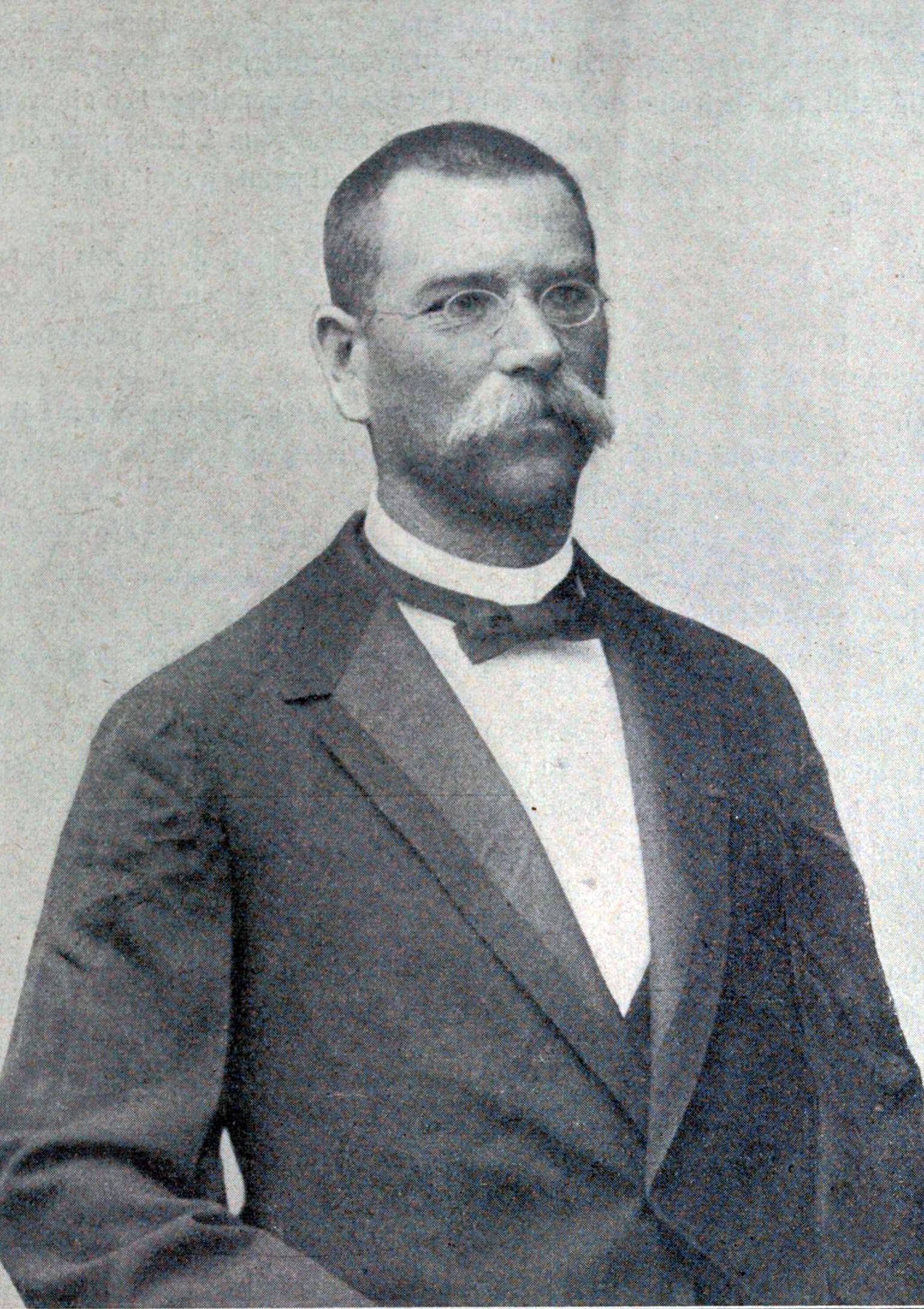
Alfred Illg

Alfred Heinrich Ilg (* 30. März 1854 in Frauenfeld, Thurgau; † 7. Januar 1916 in Zürich) war ein Schweizer Ingenieur und als Erster Staatsminister von Abessinien ein Berater des äthiopischen Kaisers Menelik II.

## Leben

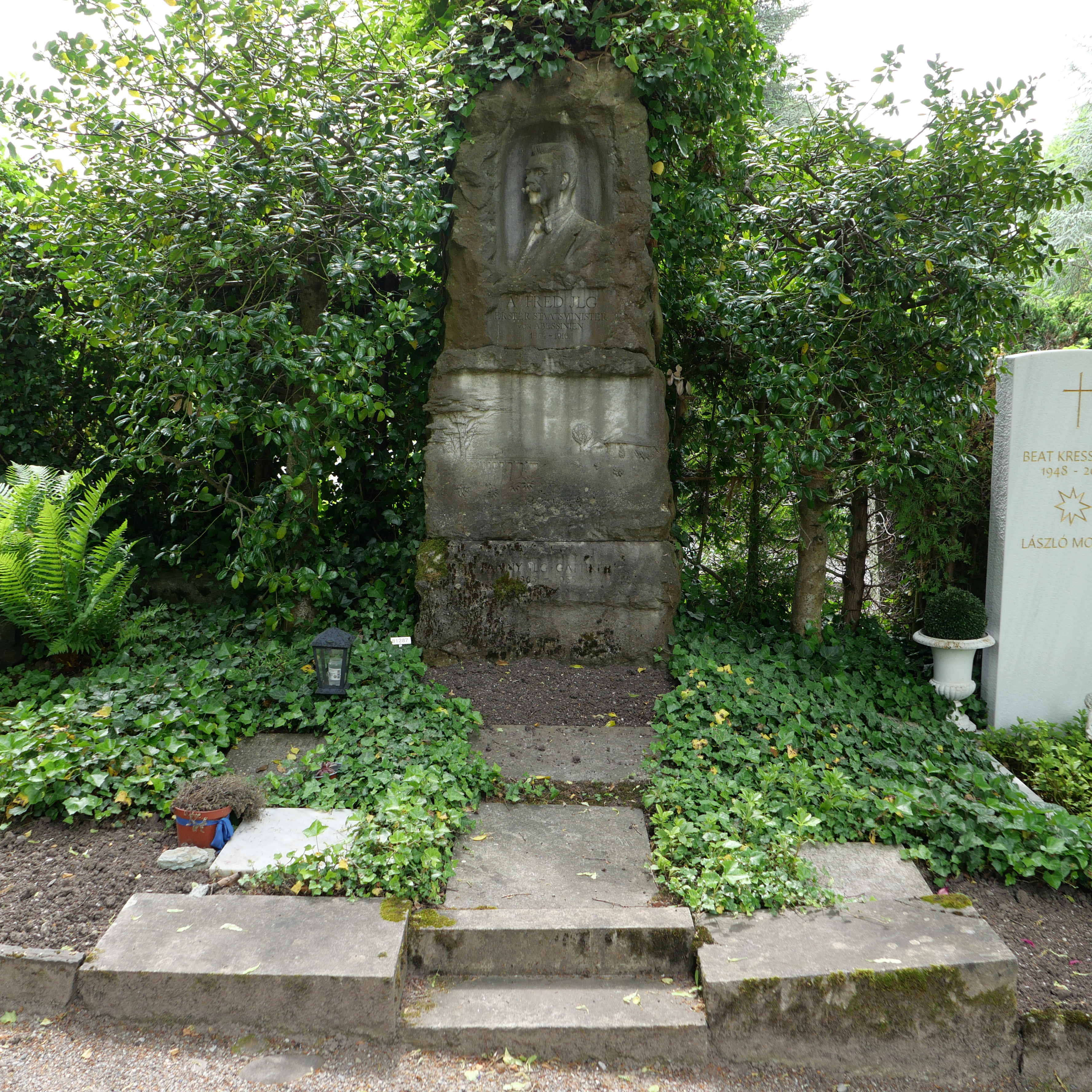
Ilgs Grab

Alfred Ilg gelangte 1879 im Auftrag einer Schweizer Firma nach Abessinien, dem heutigen Äthiopien. In der Folge diente er am Hof des äthiopischen Kaisers Menelik II. (Kaiser ab 1889). Schnell lernte er die amharische Sprache. Er war am Bau der neuen Hauptstadt Abessiniens, Addis Abeba, beteiligt. Am Sieg Abessiniens gegen die Kolonialmacht Italien in der Schlacht bei Adwa 1896 hatte er erheblichen Anteil, da mit seinen Fabriken und Maschinen Abessinien selbst Waffen und Munition produzieren konnte und von deren Import unabhängig wurde. Außerdem machte Ilg den äthiopischen Kaiser auf Nichtübereinstimmungen in der amharischen und der italienischen Versionen des Vertrags von Uccialli aufmerksam.

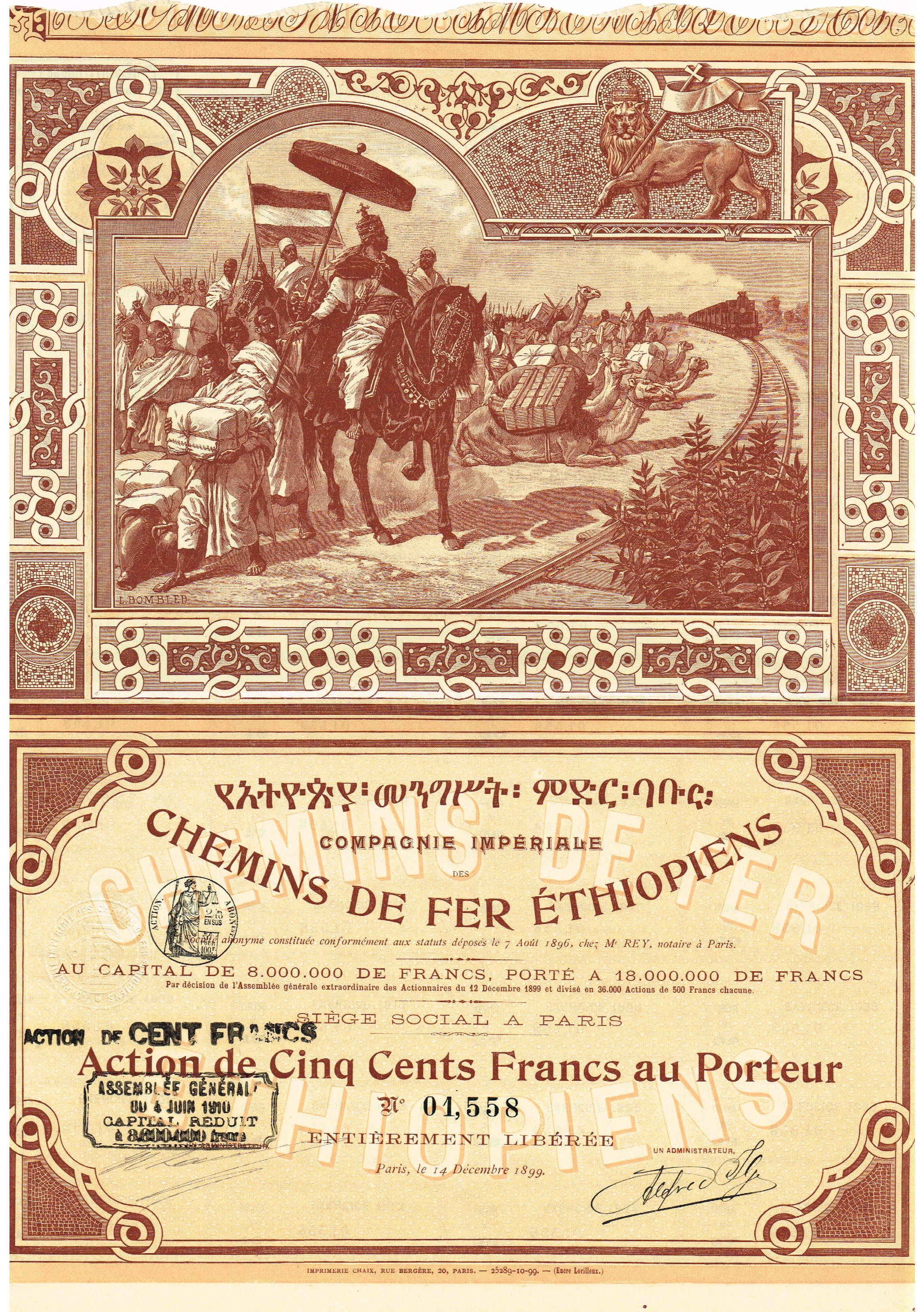
Aktie über 500 Francs der Compagnie Impériale des Chemins de Fer Éthiopiens vom 14. Dezember 1899, unterschrieben von Alfred Ilg; Abbildung: Kaiser Menelik II, der Vater des letzten Negus’, erwartet mit seinem Hofstaat den ersten Zug.

Dafür wurde 1897 Ilg von Kaiser Menelik II. mit dem Titel Staatsrat im Range einer Exzellenz geehrt. Für die Jahre 1897 bis 1907 wurde er zum Aussenminister ernannt. Dank seiner Kompetenz als Ingenieur war er in diesen Jahren für die Planung und Errichtung der Eisenbahnlinie von Addis Abeba nach Djibuti zuständig. Daneben zeichnete Ilg auch für mehrere öffentliche Bauten verantwortlich und fungierte als Protokollchef und Privatsekretär des Kaisers. Dafür wurde Ilg mit dem höchsten Orden des Staates, dem Stern von Äthiopien, ausgezeichnet.
Zu Ilgs Taten zählen auch die Schaffung eines einheitlichen nationalen Münzsystems und die Errichtung eines nationalen Postsystems. Als am 7. März 1905 der Orientalist Friedrich Rosen als Leiter der nach ihm benannten Rosengesandtschaft verschiedene Verträge zwischen Äthiopien und dem Deutschen Reich schloss, begann Ilgs Einfluss bei Hof langsam zu schwinden. Verschiedenen Intrigen konnte (oder wollte) Ilg nichts entgegensetzen, und so demissionierte er 1907.
Die Tatsache, dass Alfred Ilg Meneliks Vertrauen und Sympathie genoss, wurde sich auch dadurch deutlich, dass der Kaiser es ihm erlaubte, seinen Sohn nach ihm zu benennen. Zudem hing der Kaiser dem neugeborenen Menilek bei seiner Taufe ein goldenes Kreuz um den Hals. Neben Menilek hatte Alfred mit seiner Frau Fanny noch 3 Kinder.
Ilg kehrte in die Schweiz zurück und liess sich in Zürich nieder. Dort starb er am 7. Januar 1916 und wurde auf dem Friedhof Enzenbühl als prominenter Verstorbener beigesetzt.

## Besonderes
1902 schenkte Ilg der Stadt Zürich zwei Löwen zum Dank für die Ausbildung, die er an der ETH hatte geniessen können. Dies führte Jahre später zur Gründung des Zoos Zürich.

## Filme
- Alfred Ilg – Der weiße Abessinier. Film von Christoph Kühn, 2004.[5]